# Cryptopygus scapelliferus
Cryptopygus scapelliferus är en urinsektsart som först beskrevs av Hermann Gisin 1955.  Cryptopygus scapelliferus ingår i släktet Cryptopygus och familjen Isotomidae. Inga underarter finns listade i Catalogue of Life.